# Niña (álbum de José Feliciano)
Niña es el título de un álbum de estudio grabado por el cantautor puertorriqueño-estadounidense José Feliciano. Fue lanzado al mercado por la empresa discográfica EMI Latin Capitol en 1990, El álbum Niña fue producido por el propio artista junto a Ricardo "Eddy" Martínez, Ronny Huffman y Rudy Pérez y cuenta con 10 canciones. su exitoso sencillo: ¿Por qué te tengo que olvidar?, ese último llegó al primer puesto de la revista Billboard Hot Latin Tracks en 1990. Con esta grabación el cantante ganó el Premio Grammy a la Mejor Interpretación de Pop Latino en la 33°. entrega de los Premios Grammy celebrada el miércoles 20 de febrero de 1991.

## Lista de canciones
| Niña |                                         |                                                                |          |  |
| N.º  | Título                                  | Escritor(es)                                                   | Duración |  |
| 1.   | «Amar como te amo»                      | Paul Serpa · Ricardo Ceratto · Ronny Huffman                   | 3:38     |  |
| 2.   | «No puedo estar sin ti»                 | José Feliciano                                                 | 5:18     |  |
| 3.   | «¿Por qué te tengo que olvidar?»        | Luis Ángel Márquez · Edwin Apolinaris · Tommy Villarini        | 4:07     |  |
| 4.   | «Más sabe el diablo»                    | Rudy Pérez · Omar Sánchez                                      | 4:15     |  |
| 5.   | «Cuando pienso en ti»                   | RoRoCo · Jean-Manuel de Scarano Adapt: al español: Leroy Gómez | 4:18     |  |
| 6.   | «Fue culpa del destino»                 | José Feliciano                                                 | 3:50     |  |
| 7.   | «Mi secreto amor»                       | Jesús Adrián · Ronny Huffman                                   | 4:03     |  |
| 8.   | «Mientras tenga la certeza que me amas» | Ricardo "Eddy" Martínez, Rudy Pérez                            | 4:41     |  |
| 9.   | «Vanas promesas»                        | José Feliciano                                                 | 4:25     |  |
| 10.  | «Niña»                                  | José Feliciano                                                 | 3:33     |  |

- Datos: Q21007266